# Tucker (bilmärke)

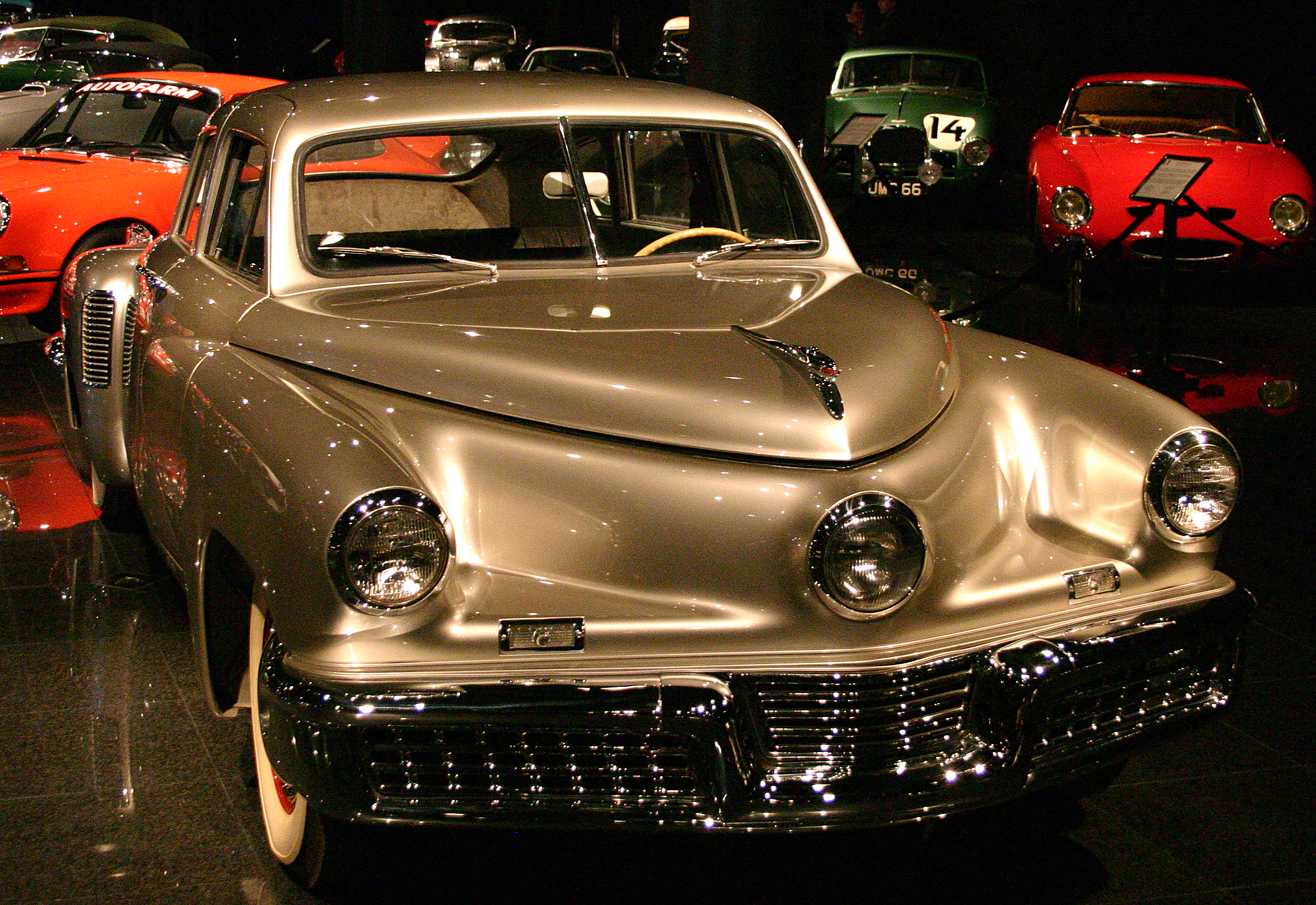
Tucker Sedan (Torpedo) på Blackhawk Auto Museum.

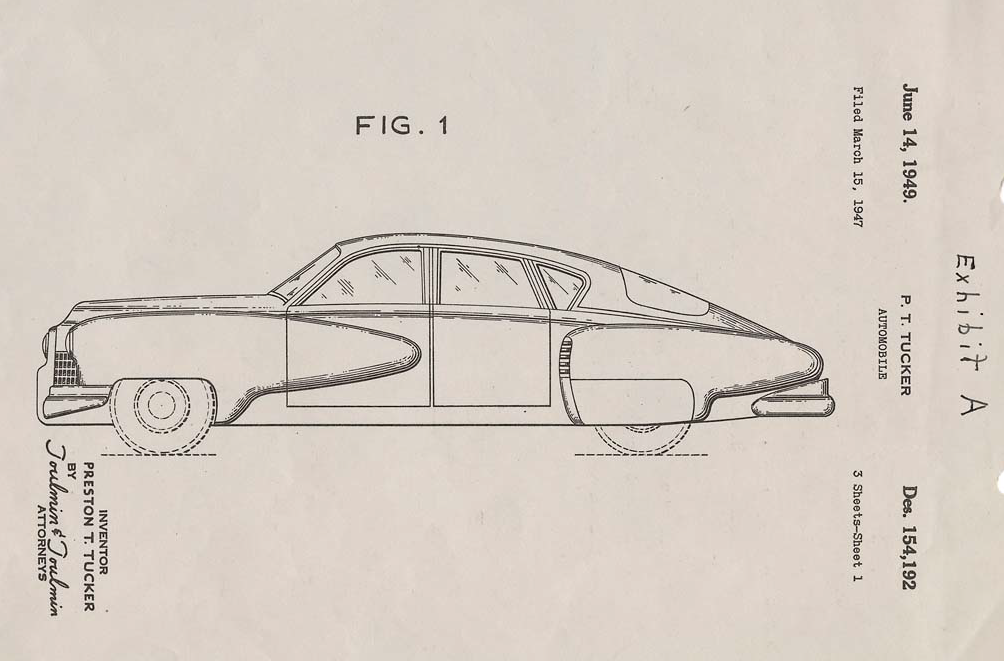
Patentskiss för Tucker torpedo.

Tucker var ett amerikanskt bilmärke som skapades av Preston Tucker.
Den enda modell som tillverkades var Tucker 48, i projektledet kallad "Torpedo", som tillverkades 1948 i Chicago. Bilen designades av Alex Tremulis. Totalt tillverkades 51 exemplar innan diverse juridiska omständigheter tvingade fabriken att stänga.
Bilen innehöll flera avancerade konstruktionslösningar, och hade en utpräglat aerodynamisk design. Den var bland annat utrustad med laminerat säkerhetsglas i vindrutan som hoppade ut vid krock, tre strålkastare varav den mellersta var rörlig och följde rattutslaget och den hade en svansmonterad (monterad bakom bakre hjulaxeln) 6-cylindrig boxermotor - från en helikopter. Cylindervolymen var 5,5 liter och effekten 166 hk. Det fanns även planer på att använda skivbromsar och lättmetallfälgar men dessa lösningar användes dock inte i de tillverkade bilarna.
Arbetet med att ta fram Tucker har skildrats i filmen Tucker – en man och hans dröm från 1988.

## Design och teknik
I prototypen användes en egendesignad motor på hela 9,6 liters volym. Den var en boxermotor med 6 cylindrar och monterades tvärställd mellan bakhjulen. Motorn var mycket avancerad, framförallt genom att ventilerna styrdes med hydraultryck i stället för mekaniskt. En nackdel med denna konstruktion var att motorn blev väldigt svårstartad - oljetrycket måste byggas upp innan ventilerna öppnade sig. För att starta motorn krävdes en spänning på uppemot 60 Volt. Vid den offentliga visningen av bilen lät man motorn gå på tomgång för att inte avslöja startproblemen. Endast 6 exemplar av motorn byggdes och 2 av dem monterades i bilar. 
Den första bilen var också direktdriven och saknade växellåda. I stället fanns två momentomvandlare, en vid vardera bakhjulet, som tog hand om utväxlingen. Backväxel saknades, vilket var en av de saker som gav negativ press. Naturligtvis skulle denna brist ha åtgärdats innan bilen gick i produktion, men det hade märkligt nog inte prioriterats.
Den motor som i stället kom att användas var konstruerad för att användas i helikoptrar, men byggdes av Tucker om från luft- till vätskekylning och modifierades för användning i bilarna. Denna motor var också en 6-cylindrig boxermotor, men fick inte plats på tvären, utan monterades som svansmotor. Det krävde också en ny kraftöverföring, och lösningen hämtades från förkrigsbilen Cord 810. Den bilen var framhjulsdriven och hade växellådan framför motorn. I Tucker användes samma lösning men med motor och drivning bak. Transmissionen från Cord var inte känd för att vara särskilt hållbar, men Tucker köpte ändå upp delar från bilskrotar och renoverade växellådorna innan de monterades i bilarna. Denna växellåda var manuell, men sedan togs en automatlåda fram som liksom den ursprungliga prototypen hade två momentomvandlare, men nu seriekopplade. Växelväljaren hade bara 3 lägen - fram, neutral och back. I den första versionen måste man stoppa motorn för att växla mellan fram och back, men det åtgärdades snabbt. 
Eftersom bilarna tillverkades en och en och konstruktionen förbättrades efter hand finns det inte så många Tucker 48 som har helt identiska tekniska lösningar.

## Säkerhet
Många av de idéer som Tucker ville förverkliga hade att göra med säkerhet, och i det avseendet var bilen före sin tid - i synnerhet bland amerikanska tillverkare. Den vanliga inställningen i branschen var annars att man helst inte pratade om att det kunde ske olyckor i trafiken, eftersom det skrämde bort köpare.
För att skydda framsätespassagerarna (det fanns plats för två bredvid föraren) fanns ett utrymme där handskfacket annars brukar sitta. Dit kunde man kasta sig innan en kollision för att ta skydd. Ytorna var stoppade och skulle dämpa smällen. Dessutom hoppade vindrutan ur sin ram vid en krasch för att man inte skulle slå huvudet i den. Handbromsen hade ett lås som extra stöldskydd. 

## Premiären
Världspremiären för Tucker 48 skedde vid ett event i Chicago den 19 juni 1947.  Över 3 000 personer kom dit för att få lunch, en guidad tur i fabriken och att få se den första prototypen. Visningen kantades av problem. Kvällen innan premiären knäcktes två bärarmar i hjulupphängningen på prototypen (som var betydligt tyngre än senare exemplar av bilen). 589-motorn i bilen var så högljudd att Tucker bad husbandet att spela så högt de kunde för att överrösta den. Eftersom det krävdes extra strömtillförsel utifrån för att driva startmotorn lät man motorn vara igång under hela tillställningen. När bilen kördes upp på scenen kokade kylvätskan över och ångade ut i lokalen.